# Famille du Quélennec
La famille du Quélennec est une ancienne famille noble bretonne, éteinte au XVIIe siècle.
La maison du Quélennec tire son nom d'une terre sise en la trève du Vieux-Marché (désormais Saint-Gilles-Vieux-Marché), alors dans la paroisse de Saint-Mayeux, qu'elle tenait en qualité de seigneurs. Une confusion commise systématiquement par de très nombreux auteurs affirme que cette famille aurait été originaire de la paroisse devenue commune, du Vieux-Bourg, alors que la terre et le château du Quélennec se trouvent dans la trève du Vieux-Marché, paroisse de Saint-Mayeux, devenue depuis la Révolution française la commune de Saint-Gilles-Vieux-Marché.

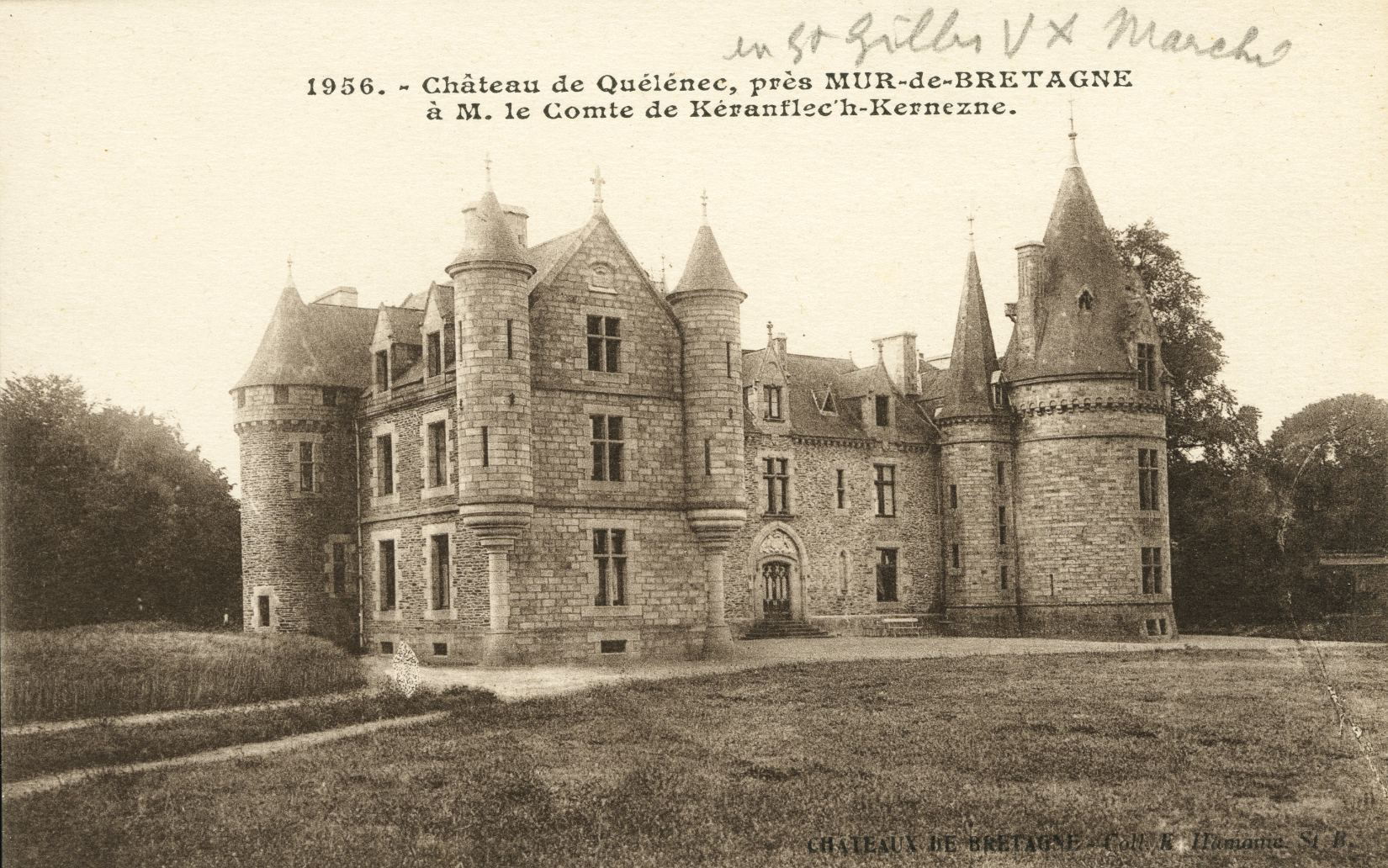
L'actuel château du Quélennec (datant du XVIIIe siècle mais ayant succédé à un château antérieur) en Saint-Gilles-Vieux-Marché.

## Origines
La Maison du Quélennec serait issue de la Maison d'Avaugour.

## Les branches

### Branche aînée
- Philippe Ier du Quélennec ( † après 1268), seigneur du Quélennec, et de Kerjolis, sénéchal de Goëllo,
enfant :
Jean
- Jean du Quélennec ( † après 1307), en 1307, seigneur du Quélennec, il est l'un des principaux arbitres entre Thomasse de La Roche-Bernard, qui avait en douaire la vicomté de Rohan, et son fils Olivier II,
marié à Plezou de Rostrenen, dont :
Philippe II,
- Philippe II du Quélennec[3] ( † après 1356), seigneur du Quélennec,
marié à Marguerite de Tannoët, dont :
Jean Ier, [seigneur du Quélennec,
Philippe III, seigneur de Kerjolis en 1426, auteur de la branche cadette,
Catherine,
mariée au sieur de Boisriou,
- Jean Ier du Quélennec ( † après le 19 octobre 1404), seigneur du Quélennec, et de Bienassis,
marié le 7 juin 1374 à Tiphaine, vicomtesse héritière du Faou, dont :
Jean II, vicomte du Faou,
Geoffroy, auteur de la branche des seigneurs de Bienassis,
Tiphaine,
mariée à Conan IV (avant 1389 † vers février 1442), chevalier, seigneur de Quélen, du Vieux-Chastel, de Troran et du Quistinic,
- Jean II du Quélennec (vers 1375 † 1420), chevalier, seigneur du Quélennec, vicomte du Faou,
marié vers 1400 à Louise du Juch, dont :
Jean III, vicomte du Faou,
Pierre, seigneur de la Villeneuve Plijeau, du Cosquer et de la Vieuville
- Jean III du Quélennec (1401 † 1459), vicomte du Faou, chambellan du duc de Bretagne, capitaine de Brest, amiral de Bretagne et lieutenant-général en Bretagne, assiste en 1432 au siège de Pouancé[4],
marié en 1433 à Marie de Poulmic ( † 1457), dont :
Jean ou Guyon du Quélennec, seigneur du Quélennec,
- Jean ou Guyon du Quélennec ( † avant 1478), seigneur du Quélennec, vicomte du Faou, héritier des charges d'amiral de Bretagne, de chambellan du duc François II et de capitaine de Brest,
marié en 1440 avec Jeanne de Rostrenen (née vers 1425), dame héritière de La Roche-Helgomarc'h, dont :
Jean IV, seigneur du Quélennec,
Françoise ( † 1522), dame héritière de La Roche-Helgomarc'h, que son frère lui retira, et lui assigna un autre partage,
mariée en 1478 à Alain Ier ( † 1491), seigneur de Rosmadec, de Tyvarlen, de Pont-Croix, de Lespervez et de Pratheir, chambellan du duc de Bretagne, capitaine d'une Compagnie de ses Ordonnances, il compte parmi les barons qui dressèrent en 1485 une armée contre le trésorier Landays, favori du Duc de Bretagne,
- Jean IV du Quélennec, seigneur du Quélennec, vicomte du Faou, seigneur de La Roche-Helgomarc'h, amiral de Bretagne,
enfant :
Charles Ier, vicomte du Faou,
- Charles Ier du Quélennec, seigneur du Quélennec, vicomte du Faou, baron du Pont-L'Abbé et de Rostrenen du chef de sa femme, seigneur de La Roche-Helgomarc'h,
mariée le 7 février 1517 à Gilette du Chastel, baronne héritière du Pont-L'Abbé et de Rostrenen, dont :
Jean V, seigneur du Quélennec,
Marie (née en 1522), dame héritière de La Roche-Helgomarc'h,
mariée le 18 juin 1534 à Joachim de Sévigné (1521 † 1560),
enfant naturel :
Nicolas, sieur du Meneho,
marié à Claude Le Vestle, dame héritière de Keraret, dont :
Marc,
marié à Catherine du Faou ( † avant 1643), dame héritière de Langoat, dont :
Charles ( † 1638), seigneur de Keraret, du Ménez, de La Pallue et de Poulguinan,
marié à Bertrande de Rostrevinen, sans postérité,
Marie, religieuse bénédictine,
Jeanne ( † avant le 5 septembre 1638),
mariée à Nicolas Charmoys ( † après le 5 septembre 1638), sieur de La Roudière,
- Jean V du Quélennec (né vers 1520), seigneur du Quélennec, baron du Pont, et de Rostrenen, vicomte du Faou et de Coëtmeur,
mariée en 1538 à Jeanne de Maure, dont :
Charles II du Quélennec, dit de Soubise, baron du Pont, et de Rostrenen,
Jeanne,
mariée à Jacques de Beaumanoir, vicomte du Besso, échanson du roi,
Marie,
mariée à Antoine de Cayres, seigneur d'Antraigues,
mariée le 21 juin 1579 à Geoffroy de Peyre de Cardaillac (après 1532 † 5 juillet 1608), baron de Thoras,
- Charles II du Quélennec, dit de Soubise (1548 † Assassiné le 24 août 1572 - Paris, pendant les Massacres de la Saint-Barthélémy peu après l'Amiral de Coligny), seigneur du Quélennec, vicomte du Faou, baron du Pont, et de Rostrenen. Il embrasse la religion réformée, chasse les chapelains de la chapelle de Saint-Tudy en son château du Pont, et fait faire des prédications par le pasteur protestant Claude Charretier. Il prend le nom de Soubise après son mariage avec Catherine de Parthenay, fille de Jean VI de Parthenay, mais il est fait prisonnier à Jarnac. Il s'évade et reprend le combat sous les ordres de René de Rohan, mais il est accusé d'impuissance par son épouse ; menacé d'un procès, il l'enferme dans son château du Pont avant de trouver la mort en août 1572 lors du massacre de la Saint-Barthélemy dans la cour du château du Louvre après avoir combattu vaillamment en étant défenestré.
marié le 20 juin 1568 (Château du Parc - Mouchamps) à Catherine de Parthenay-L'Archevêque (22 mars 1554 - Parc en Poitou † 26 octobre 1631 - Parc en Poitou), dame de Soubise.

Son neveu, Toussaint de Beaumanoir, lui aussi huguenot, lui succède.

### Branche cadette
- Philippe III du Quélennec, seigneur de Kerjolis en 1426,
marié à Amette, dame de L'Armorique, de Kerusas et de Keralan, petite fille de Roland II de Dinan, seigneur de Montafilan, dont :
Guillaume,
Robert, auteur du rameau de Kerjolis,
Jean,
Aliette,
Isabeau,
mariée le 2 décembre 1413 à Robert III, seigneur de Kergroadez,
- Guillaume du Quélennec,
marié à Méance de Keranglas, dont :
Yvon,
- Yvon du Quélennec,
marié à Marie de Troguindy, dont :
Jean,
Louis,
marié à Catherine de Barac'h, dont :
François,
marié à Marie de Trolong, dont :
Anne,
mariée à Pierre de Kerousy,
Philippe,
Jean,
- Jean du Quélennec
marié à Jacquette de Kerloaguen, dont :
Pierre,
marié à Jeanne de Coatarrel, dont :
François,
marié à Françoise de Kersauson, dont :
Françoise, dame héritière de Kerhervé
mariée à Christophe de Guernisac, seigneur de Baud,
Jean,
- Jean du Quélennec,
marié à Marguerite Le Floch, dont :
Philippe,
- Philippe du Quélennec,
marié à Jeanne Botheu, dont :
Jean,
- Jean du Quélennec, seigneur de Penanrun,
marié à Françoise Couffon, dont :
Françoise,
mariée à Pierre Thomas ( † après le 1er octobre 1556), seigneur de La Caunelaye, gouverneur de Dinan,
Philippe,
- Philippe ( † après 1643), seigneur de Penanrun, il vend en 1643 le lieu noble du Colledo en Plouha à Guillaume Le Meur,
marié avec Marguerite Le Meur, dont :
Bertrand (né en 1600 - Plouha),
Alain,
Pierre (né en 1610 - Plouha),
Jeanne,
mariée vers 1621 à Pierre du Liscoët (né le 17 janvier 1598 - Plouha), seigneur de Kervédo,
Henry (né le 6 février 1612 - Plouha), seigneur de Penanrun,
Renée,
mariée à Marc Le Guen,
- Alain du Quélennec (né en 1604 - Plouha),
marié le 27 mai 1652 (Plounez) à Louise Le Dauphin, dont :
Jean,
- Jean du Quélennec (né en 1654),

#### Rameau de Kerjolis
- Robert du Quélennec († avant le 11 septembre 1486), seigneur de Kerjolis,
marié à Catherine La Vache († avant le 11 septembre 1486), dont :
Philippe, seigneur de Kerjolis,
Briand,
Jean,
Catherine,
mariée à Jean Budic,
Jeanne,
mariée à Jean du Fou,
Marguerite,
mariée à Jean de Saint-Pern,
Marie ( † après le 11 septembre 1486),
mariée à Guillaume de Trogoff ( † après le 11 septembre 1486), seigneur de Kergolleau et de Kermoysan,
- Philippe du Quélennec, seigneur de Kerjolis,
marié le 10 août 1460 à Marguerite du Pou, dont :
François, seigneur de Kerjolis,
Jean, seigneur de Kerjolis,
- François du Quélennec, seigneur de Kerjolis et de Kerlouet,
marié le 27 juillet 1492 à Françoise Le Houx, sans postérité,
- Jean du Quélennec (1472 † avant le 15 mai 1562), seigneur de Kerjolis,
marié à Catherine ( † après 1590), dame héritière de Kergoët, dont
Philippe,
François,
Anne,
Catherine,
Marie,
mariée à Gilles de Botmeur, seigneur de Kerobezan,
Laurence,
- Philippe du Quélennec († après 1590), seigneur de Kerjolis et de Kergoët,
marié à Françoise Le Thominec, dame héritière de La Boissière-Edern, dont
Jacques,
Rolland,
Jean,
marié à Anne de Plœuc, sans postérité, puis,
marié à Jeanne Courson, sans postérité,
Alain,
Jeanne, dame héritière de Kergoët,
mariée à Guy de Lesmais, puis,
mariée à Gilles du Liscoët, puis,
mariée à Maurice de Perrien, seigneur de Breffeillac,
Louise († après le 24 mars 1586)
mariée à Jean Clévédé,

### La Garenne
La Garenne, paroisse de Pestivien, d'après les armoiries de ses premiers seigneurs, semble être une juveignerie de la Maison du Quélennec.

## Titres et preuves de Noblesse

### Titres
- Seigneurs du Quélennec.

### Réformation
- réformation de la noblesse de Plouha (23 mars 1536) : Branche de Kerjolis,

### Montres
- Montre (réunion de tous les hommes d'armes) de Saint-Brieuc de 1480 : Branche de Kerjolis,
- Montre du 3 juin 1543 : Branche de Kerjolis (François du Quelineuc de Kerjolly, 80 livres de revenu : défaillant),

## Armes et devise
| Image | Armes de la Maison du Quélennec                                                       |
| ----- | ------------------------------------------------------------------------------------- |
|       | Maison du Quélennec D'hermine, au chef de gueules chargé de trois fleurs-de-lis d'or. |

En Dieu m'attends.

## Châteaux, seigneuries, terres

### Châteaux
- Château de Bienassis,
- Manoir de Kerjolis à Plouha,
- Château du Quélennec, à Saint-Thégonnec

### Terres
Les membres de la famille Maison du Quélennec furent teneur des fiefs :
- du Quélennec, paroisse du Vieux Bourg de Quintin, du Hilguy et de Coëtfao, de La Roche-Helgomarc'h, de Penantraouhir et de L'Estang, de Coëtenfao, de Soubise, en qualité de seigneur,
- du Faou, baillie de Léon, en qualité de vicomte,
- du Pont-l'Abbé et de Rostrenen, en qualité de baron,

À la disparition de la branche aînée de la Maison du Quélennec, la succession échue aux Beaumanoir, par mariage, de Jeanne du Quélennec et de Jacques de Beaumanoir.